# Proserpine (1809)
Pour les articles homonymes, voir Proserpine (homonymie) et HMS Proserpine.
La Proserpine est une frégate de 44 canons lancée en 1807 pour la Royal Navy. Elle est capturée en 1809 et sert jusqu'en 1856 dans la marine française.

## Conception et construction
La Proserpine est une frégate de classe Amphion. Elle est lancée le 27 novembre 1807.

## Service actif
Le 28 février 1809, commandée par Charles Otter, elle est capturée au large du cap Sicié par les frégates Pénélope et Pauline. Elle passe alors dans la marine française et est, entre avril et octobre 1811, dans le golfe de Gênes sous les ordres du capitaine de frégate Ganteaume, puis regagne Toulon.
En 1830, la Proserpine prend part, sous les ordres du capitaine de vaisseau de Reverseaux, à l'expédition d'Alger.